# Otto Zdansky
Otto A. Zdansky (1894 – 1988) byl rakouský paleontolog.
Proslavila jej jeho práce v Číně, kde, jako asistent Johana Gunnara Anderssona nalezl v Čou-kchou-tienu v roce 1921 fosilní zub sinantropa. O svém nálezu nicméně pomlčel až do roku 1926 kdy jej publikoval, po analýze provedené Davidsonem Blackem, v časopise Nature.
Je známý rovněž vykopávkami fosilních savců v oblasti Baode v provincii Šan-si.